# فرانك فيلو
فرانك فيلو (بالإنجليزية: Frank Filo)‏ هو لاعب كرة قدم أمريكي في مركز الدفاع، ولد في 28 ديسمبر 1971 في فورت واين في الولايات المتحدة. لعب مع Arkansas Diamonds ‏.